# ایگوانای دم‌برآمده سیاه
ایگوانای دم‌برآمدهٔ سیاه (نام علمی: Ctenosaura similis) نام یک گونه از تیرهٔ ایگوآنایان است. اولین ایگوانای سیاه نخستین مرتبه توسط جانورشناس انگلیسی جان ادوارد گری و در سال ۱۸۳۱ میلادی توصیف شد. ایگوانای سیاه دارای یال‌هایی شبیه تیغه است که از پشت ستون فقرات آنها تا انتهای دم امتداد دارد. رنگ‌آمیزی در بین ایگواناهای مشابه در یک جمعیت بسیار متفاوت است. بزرگسالان به‌طور معمول یک نوع رنگ خاکستری مایل به سفید دارند و در پشت آنها باله‌هایی تیره قرار دارد که تعداد آنها از ۴ تا ۱۲ باند تیره متفاوت است و تا پشت جانور امتداد دارد. در طول فصل زادوولد و در اطراف سر و گردن جنس نر این خزندگان رنگ نارنجی ایجاد می‌شود در حالی که در قسمت گلو و زیر آرواره دارای رنگ‌های آبی و نارنجی آتشین است.
ایگواناها صخره‌نوردان برجسته‌ای هستند. بهترین زیستگاه آنها یک زیستگاه صخره‌ای با درز و شکاف‌های بسیار برای مخفی شدن است. اولویت در این زمینه با صخره‌های نزدیک درختان است تا بتوانند به راحتی از قسمت‌های پایین به بالا صعود نمایند. این خزنده از سرعت خود برای فرار از دست شکارچیان نهایت استفاده را می‌برد. البته فرار تنها گزینهٔ ایگوانا نیست و در صورت لزوم می‌تواند با انتهای دم ضرباتی را وارد نماید و اگر در تنگنا قرار بگیرد، به کمک آرواره‌اش گاز می‌گیرد. رکوردهای جهانی گینس ایگوانای سیاه را در زمره سریعترین خزنده خشکی‌زی طبقه‌بندی کرده‌است. حداکثر سرعت این جانور ۳۴/۶ کیلومتر در ساعت است.

## نگارخانه

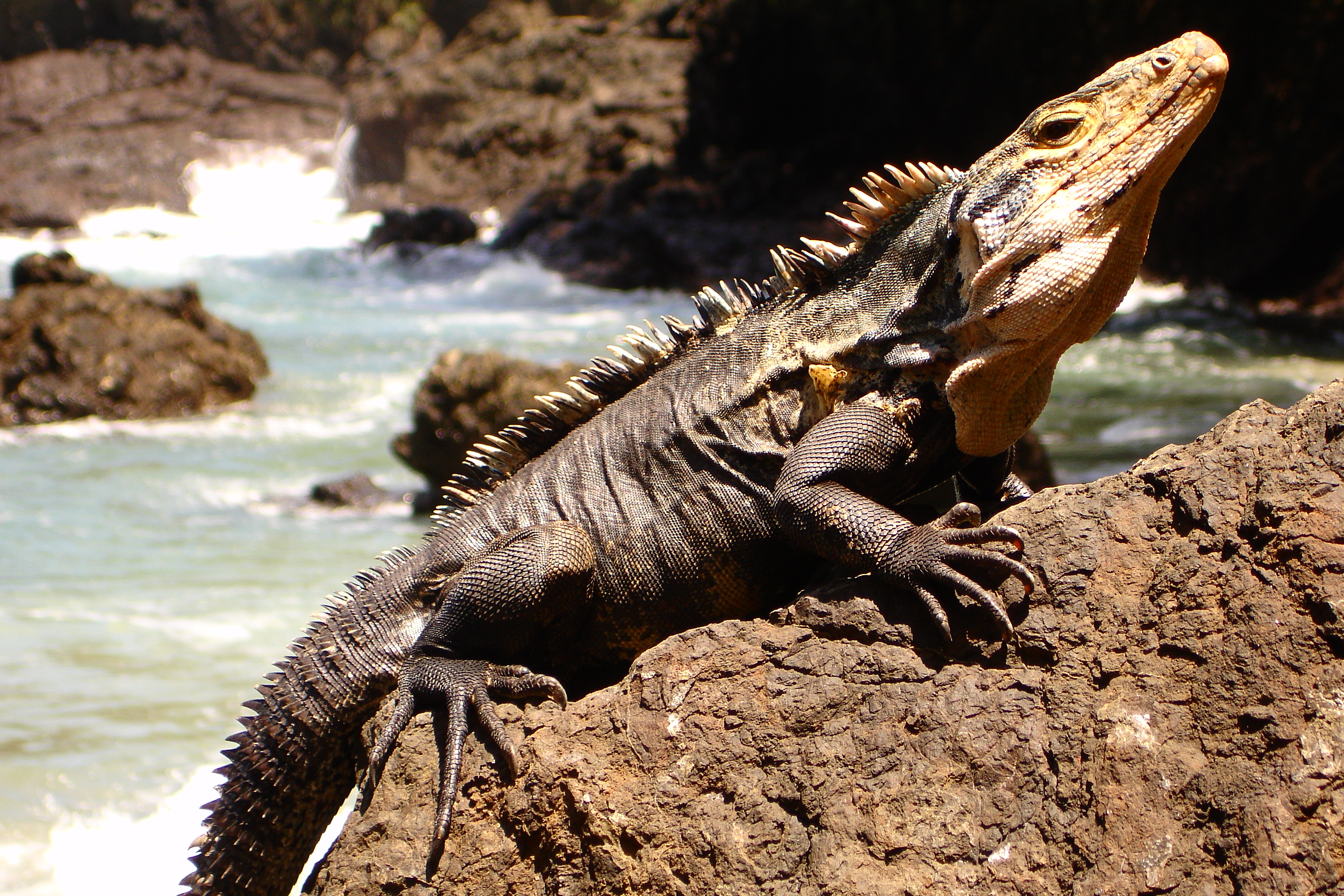
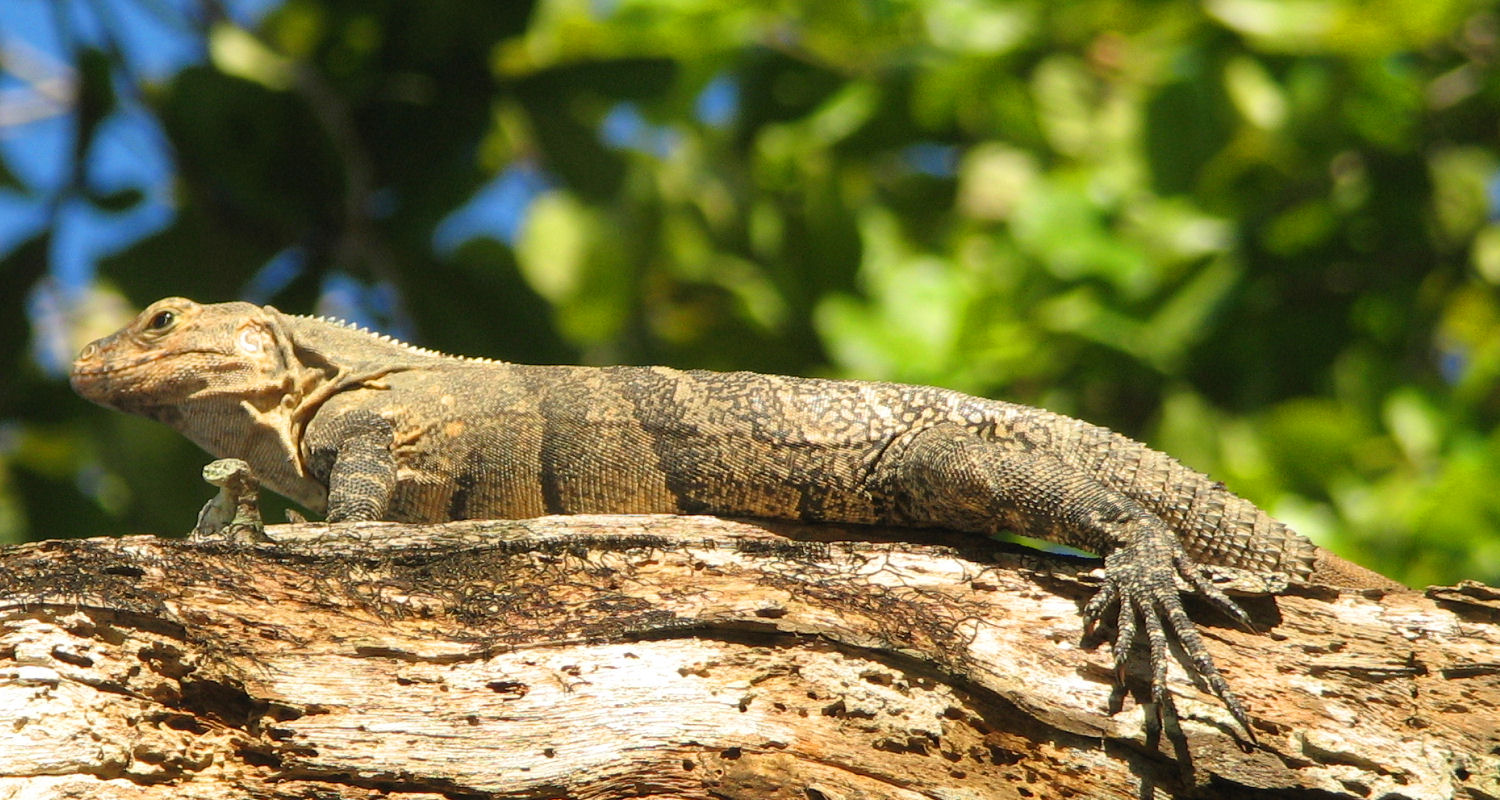
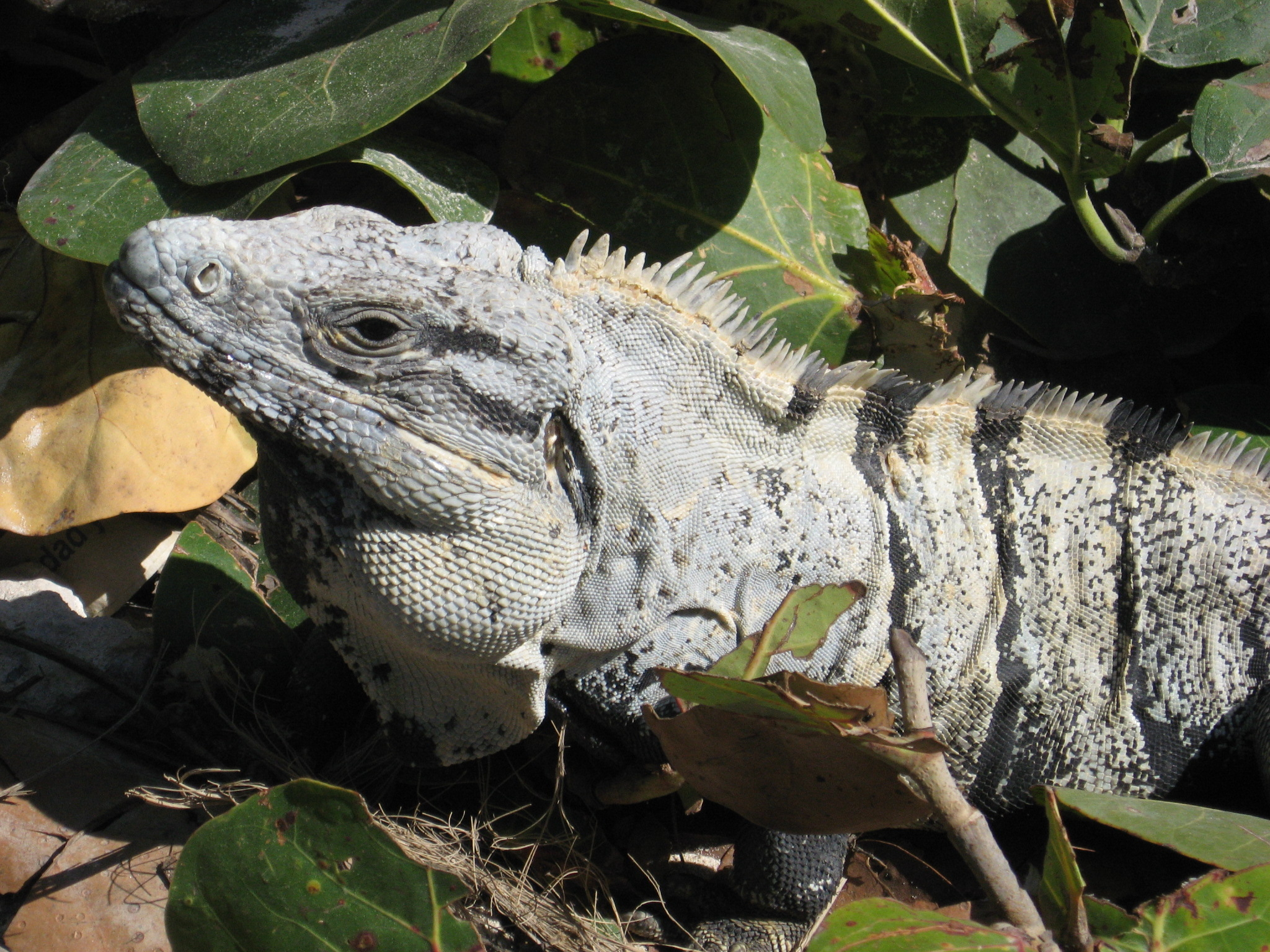